# Lobau

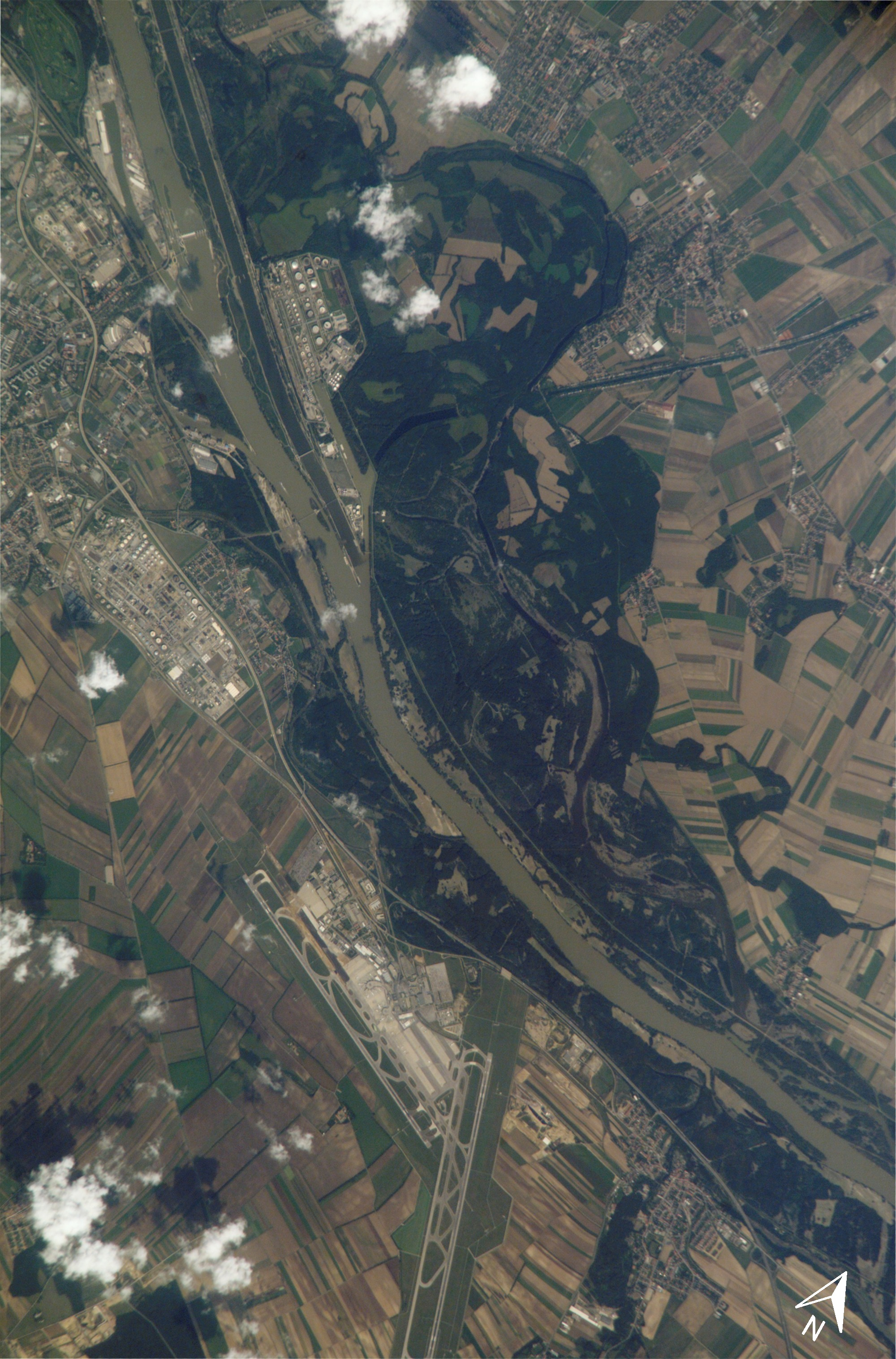
Lobau i lotnisko

Lobau – równina zalewowa na północnym brzegu Dunaju, leżąca częściowo w Wiedniu, częściowo w Großenzersdorf, Dolna Austria. Od roku 1978 jest objęty ochroną, a w roku 1996 stał się częścią Parku Narodowego 
Łęgów Naddunajskich. Jest terenem rekreacyjnym, szczególnie lubianym przez nudystów. Znajduje się tam również port rafineryjny. Jest to teren ćwiczeń wojskowych armii austriackiej. Lobau jest również źródłem wody pitnej dla Wiednia. 
Donauinsel (Wysepka na Dunaju w mieście Wiedeń) graniczy z Lobau.

## Historia
Lobau było świadkiem w roku 1809 bitwy pod Aspern, która była pierwszą przegraną bitwą Napoleona od objęcia przez niego władzy, oraz bitwy pod Wagram. 
Podczas II wojny światowej w czasie trwania Kampanii Olejowej, rafineria w Lobau została zbombardowana 22 sierpnia 1944 roku.

## Plany na przyszłość
W planach jest rozbudowa trasy szybkiego ruchu S1 w kierunku północnym. W tym celu planuje się wybudowanie tunelu pod Lobau. Tunel taki przejeżdżałoby około 60 000 samochodów dziennie. Ze względu na protesty ekologów na chwilę obecną projekt ten zarzucono.